# フィル・ジマーマン
フィリップ・R・ジマーマン・ジュニア（Philip R.  Zimmermann Jr., 1954年2月12日 - ）、通称フィル・ジマーマン（Phil Zimmermann）は、Pretty Good Privacy (PGP) の生みの親で、暗号化技術やデータ通信を得意分野とするシステムエンジニア。
暗号化技術で数々の賞を受賞している。現在はOpenPGP Alliance委員長などを務め、暗号化技術の一般化に大きく貢献している。

## 略年表
- 1954年 - ニュージャージー州カムデンに生まれる
- 1978年 - フロリダ州アトランティック大学にてコンピュータサイエンス学士号を取得
- 1991年 - PGP をインターネット上で無償公開

## 関連書籍
- 相田洋、矢吹寿秀『コンピュータ地球網』 6巻、日本放送出版協会〈NHKスペシャル 新・電子立国〉、1997年。ISBN 4140802960。OCLC 675076623。